# Glan-Foucaultova prizma
Glan-Foucaultova prizma (znana tudi kot Glanova zračna prizma) je optična prizma, ki spada med polarizacijske optične prizme. 
Podobna je Glan-Thompsonovi prizmi, od nje se razlikuje samo v tem, da oba dela iz kalcita loči zračna reža in ne lepilo kanadski balzam.
Imenuje se po  nemškem fiziku in meteorologu Paulu Glanu (1846 – 1898) in . 

## Zgradba in delovanje
Narejena je iz dveh prizem iz kalcita, ki imata za osnovno ploskev pravokotni trikotnik. Mineral kalcit je znan po svoji dvolomnosti. Med obema prizmama je zračna reža. Zaradi dvolomnosti kalcita se žarek, ki vstopi v prizmo, razcepi na dva žarka (redni in izredni). Redni žarek se na mestu, kjer sta prizmi zlepljeni, odbije (popolni odboj) in pozneje absorbira. Izredni žarek nadaljuje pot v prvotni smeri in izstopi iz prizme.
Prizma lahko uporablja tudi laserski žarek, ker ima zelo majhen vhodni kot pri katerem še deluje. Prizma je tudi krajša kot Glan-Thompsonova prizma.
Podobna je Glan-Taylorjevi prizmi